# Truc Malec
Truc Malec (o Turc Malet, Truc Maletz) (darrer quart del s. XII) fou un trobador occità. Se'n conserva només una cobla.

## Vida
Es conserva una vida conjunta de Raimon de Durfort i Truc Malec que diu que eren els dos cavallers del Carcí. I que feren els sirventesos d'una dama anomenada Aia, aquella que dis al cavallier de Cornil qu'ella no l'amaria si el no la cornava el cul ("aquella que digué al cavaller de Cornil que ella no l'estimaria si no la cornava en el cul"). Efectivament es conserva una sèrie de quatre peces (tres sirventesos i una cobla esparsa) intercanviats entre Raimon de Durfort, Truc Malec i Arnaut Daniel sobre aquesta qüestió. En els sirventesos la dama és anomenada, però, Ena, el cavaller Bernat de Cornil o de Cornés, i el que la dama li havia demanat era que li "cornés" el "corn" (sigui quina sigui, és evident que aquests mots es refereixen a alguna pràctica sexual) cosa que, aparentment, Bernat refusà de fer i aquest és el tema de discussió.
Truc Malec participa només amb una cobla, o potser és part d'un sirventès més extens que s'ha perdut. Els altres tres sirventesos conservats d'aquest debat tenen coblas unissonans de nou versos, com també la cobla conservada de Truc Malec que, doncs, podria formar part d'un sirventès més llarg perdut.
La cronologia del trobador s'estableix segons la participació d'Arnaut Daniel, trobador de cronologia coneguda, en la sèrie de sirventesos.

## Obra
- (442,1)[2] En Raimon, be·us tenc a grat

Les altres intervencions en el debat són:
- (397,1) Truc Malec, a vos me tenh
- (397,1a) Ben es malastrucx dolens, les dues de Raimon de Durfort
- (29,15) Pois En Raimons ni Truc Malecs, d'Arnaut Daniel